# Monomorium mayrianum
Monomorium mayrianum är en myrart som beskrevs av Wheeler 1915. Monomorium mayrianum ingår i släktet Monomorium och familjen myror. Inga underarter finns listade i Catalogue of Life.